# Rhabdatomis peruviana
Rhabdatomis peruviana là một loài bướm đêm thuộc phân họ Arctiinae, họ Erebidae.